# Налойка
Налойка — река в России, протекает по Хвойнинскому району Новгородской области. Река вытекает из озера Налой. Устье реки находится в 9,2 км от устья Сомины по левому берегу, в селе Анциферово. Длина реки составляет 10 км.

## Данные водного реестра
По данным государственного водного реестра России относится к Верхневолжскому бассейновому округу, водохозяйственный участок реки — Молога от истока и до устья, речной подбассейн реки — Реки бассейна Рыбинского водохранилища. Речной бассейн реки — (Верхняя) Волга до Куйбышевского водохранилища (без бассейна Оки).
Код объекта в государственном водном реестре — 08010200112110000007105.